# Museo de Bellas Artes de Bilbao

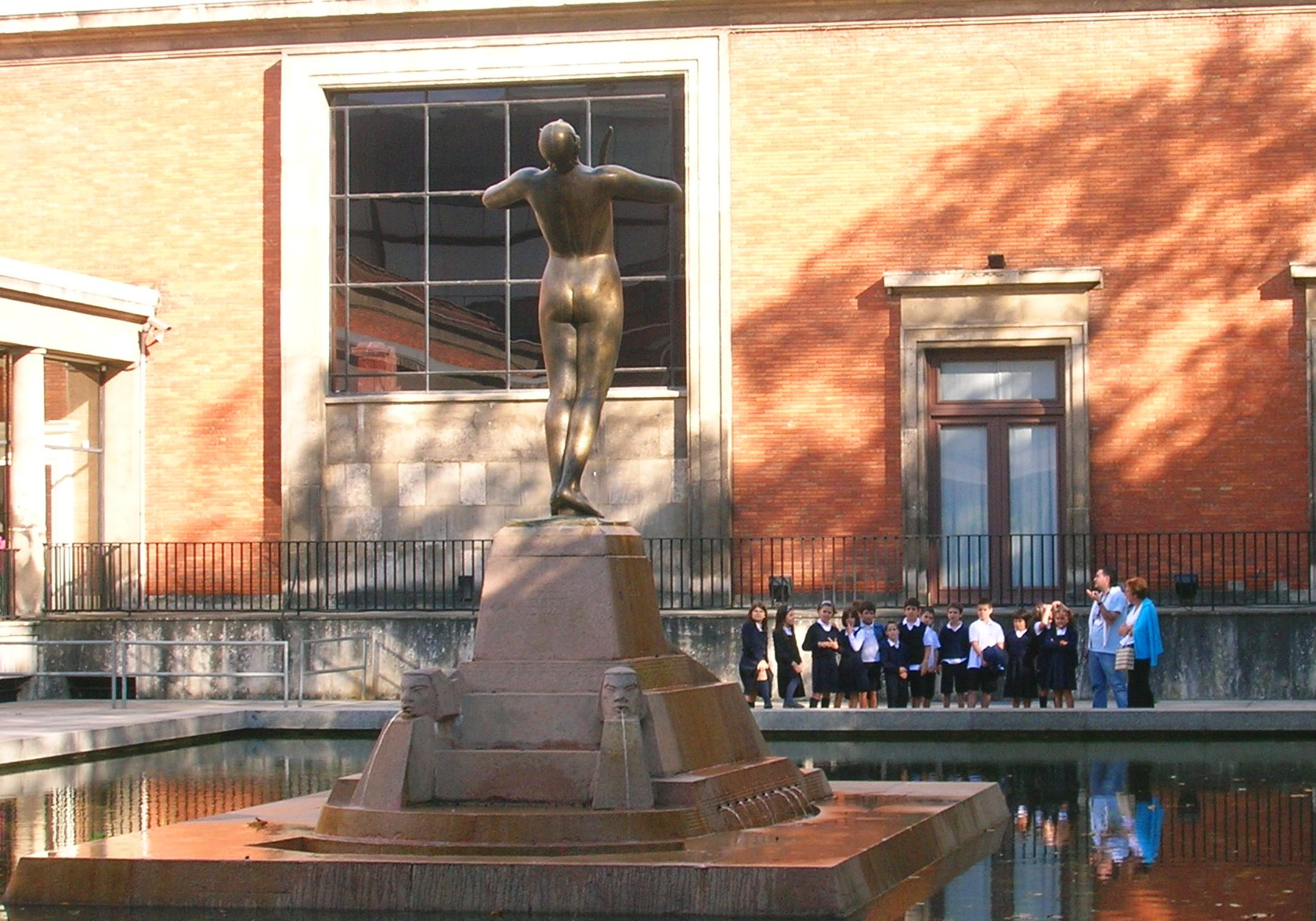
Patio van het museum met monument Juan Crisóstomo de Arriaga

Het  Museo de Bellas Artes de Bilbao of Bilboko Arte Ederren Museoa ("Museum voor Schone Kunsten van Bilbao") is een kunstmuseum in het Parque Casilda Iturrizar in de Spaanse stad Bilbao.

## Geschiedenis
Het huidige museum is een samensmelting van het oorspronkelijke Museo de Bellas Artes, dat werd gesticht in 1908 en geopend in 1914, en het Museo de Arte Moderno uit 1924. De fusie vond plaats in 1939 en de opening voor het publiek van het Museo de Bellas Artes y de Arte Moderno de Bilbao in 1945. In 1962 werd nieuwbouw in de classicistische stijl voltooid op de huidige locatie naar het ontwerp van de architecten Fernando Urrutia en Gonzalo Cárdenas. In 1970 werd een nieuwe vleugel gerealiseerd, geïnspireerd door de bouwstijl van Ludwig Mies van der Rohe, van de architecten Álavaro Libano en Ricardo Beascoa. In 2001 vond een grondige renovatie van het gehele museumcomplex plaats.
Het museum vierde in 2008 het honderdjarige bestaan met de expositie 100 años de historia, 10 siglos de arte.

## Collectie
De collectie is zeer breed van samenstelling en omvat 8000 werken van de twaalfde eeuw tot de moderne en hedendaagse kunst. De collectie bestaat uit schilderijen, beeldhouwwerken, tekeningen, grafische werken en toegepaste kunst.

## Belangrijke werken
- Anoniem (Catalaans) Descendimiento en El diluvio of El Arca de Noé (dertiende eeuw)
- Juan de Arellano Canastilla de flores (1671)
- Aurelio Arteta  El puente de Burceña (1925-1930)
- Francis Bacon Lying figure in mirror (1971)
- Juan de Barroeta Vista del Abra de Bilbao desde Algorta (1886)
- Bernardo Bellotto Paisaje con palacio of Capricho arquitectónico con palacio (1765-1766)
- Ambrosius Benson Piedad al pie de la cruz (fragment) (1530)
- Bartolomé Bermejo La flagelación de Santa Engracia (1474-1478)
- Mary Cassatt Mujer del sentada con un niño en sus brazos (1890)
- Paul Cézanne Baders (1896-1898)
- Eduardo Chillida  Alrededor del del vacío I (1964)
- Diego de la Cruz  Cristo de Piedad (1485)
- Robert Delaunay Mujer desnuda leyendo (1920)
- Óscar Domínguez Le Chasseur (El Cazador) (1933)
- Francisco Durrio Cabeza de Cristo (1895-1896)
- Anthony van Dyck Lamentatie over de dode Christus (1634-1640)
- Michel Erhart Santa Ana, la Virgen y el niño (1485-1490)
- Luis Fernández Cabeza de toro muerto (1939)
- Paul Gauguin Blanchisseuses à Arles (1888)
- Orazio Gentileschi Lot y sus hijas (1628)
- Francisco Goya Retrato de Martín Zapater (1797)
- El Greco (Domenikos Theotokópoulos) La Anunciación (1596-1600)
- Adolfo Guiard La aldeanita del clavel rojo (1903)
- José Gutiérrez Solana Mujeres de la vida (1915-1917)
- Utagawa Kunisada Actor de Kabuki como leñador (1815)
- Jan Mandijn (of Mandyn) Festín burlesco (1550)
- Luis Eugenio Meléndez Bodegón con frutas y un jarro (1773)
- Antonio Moro Retrato de Felipe II (1549-1550)
- Bartolomé Murillo San Lesmes (1655)
- Jorge Oteiza Retrato de un gudari armado llamado Odiseo (1975)
- Luis Paret Vista del Arenal de Bilbao (1783-1784)
- Darío de Regoyos El baño en Rentería. Soir Eléctrique (1899)
- José de Ribera San Sebastián curado por las Santas Mujeres (1621)
- Alberto Sánchez Pérez Figuras con paisaje (1960-1962)
- Joaquín Sorolla y Bastida La reliquia (1893)
- Antoni Tàpies Gran óvalo of Pintura (1955)
- Maerten de Vos El rapto de Europa (1590)
- Ignacio Zuloaga Retrato de la Condesa Mathieu de Noailles (1913)
- Francisco Zurbarán  La Virgen con el niño Jesús y San Juan Niño (1662)

## Fotogalerij

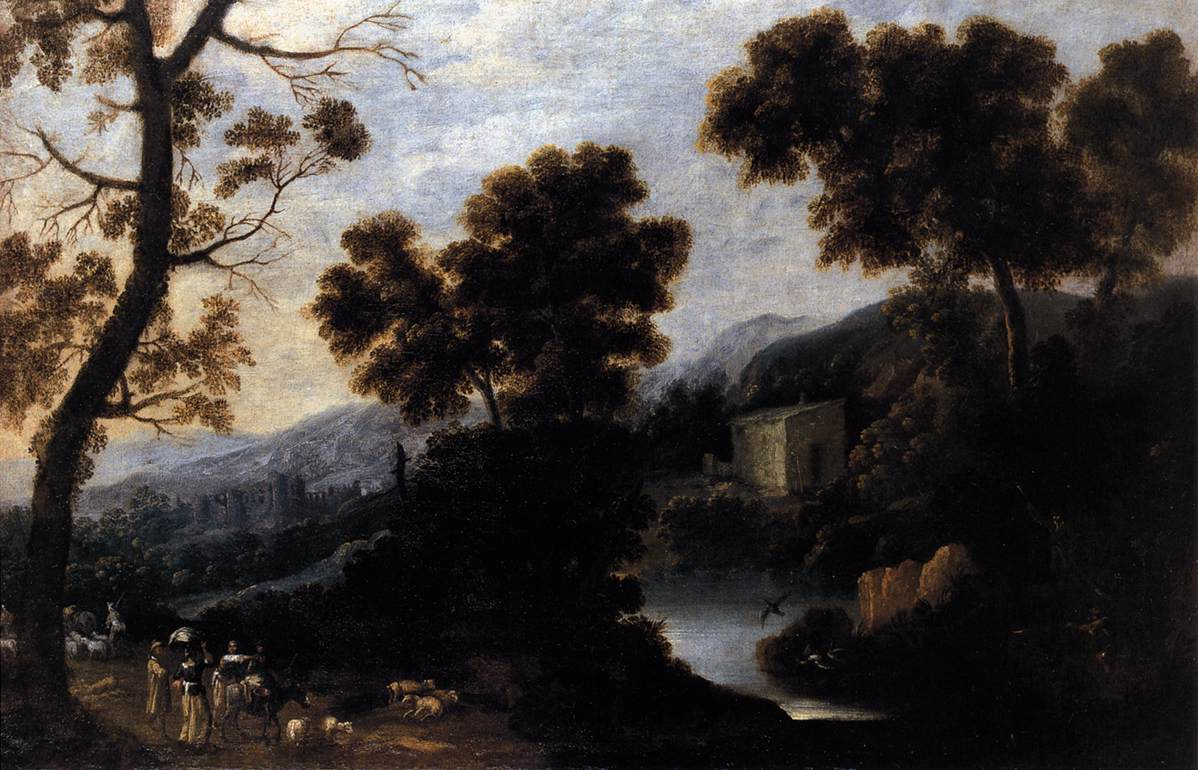
Ignatio de Iriarte : Landschap (ca. 1660)
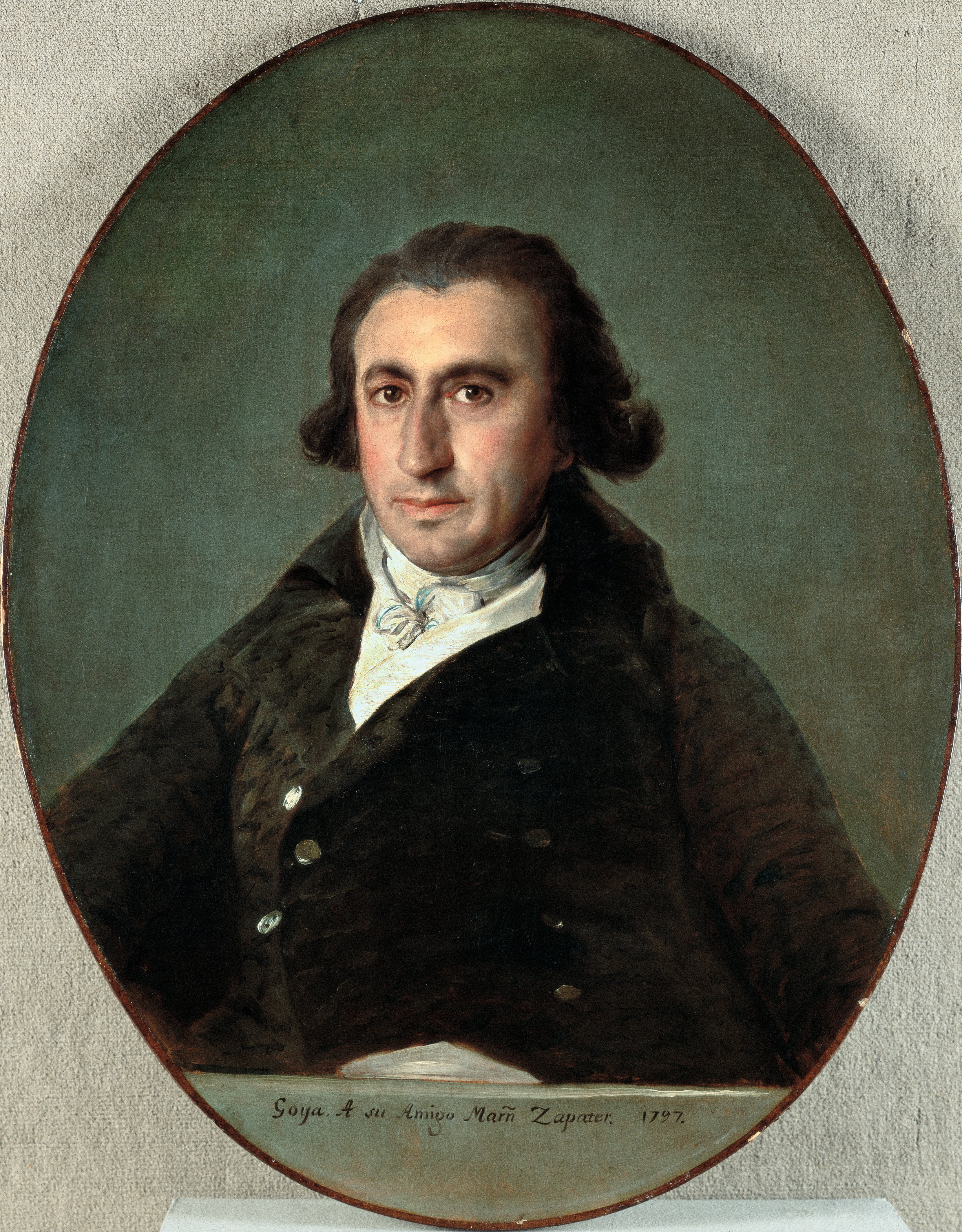
Francisco Goya: Goya A su amigo Martín Zapater (1797)
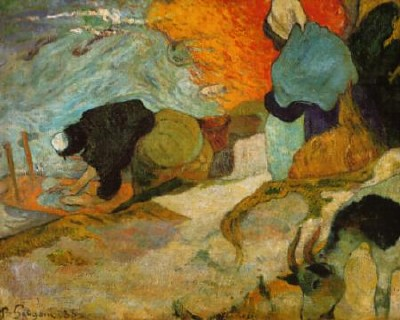
Paul Gauguin: Blanchisseuses à Arles (ca. 1888)